# 閻調羹
閻調羹（1573年—17世紀），字汝用，號熊耳，河南汝寧府新蔡縣人，明朝政治人物。

## 生平
閻調羹眼睛明亮、身材清瘦，十九歲時中萬曆十九年（1591年）辛卯科河南乡试第十三名舉人，曾任開封府陳州學學正，萬曆三十五年（1607年）登丁未科會試第九十一名，廷试二甲二十一名進士。初授户部主事，领清江浦提督，历员外、郎中，升山西太原府知府。病假归，起复为山西驿传道副使。万历四十六年（1618年）五月，以前参政李邦华患病未任乞休，巡撫奏保其为冀南道参政，七月赴任。泰昌元年（1620年）十月，升山东按察使兖西兵备。天启二年（1622年）八月，升山东右布政使，仍管兖西道副使事，尋轉左布政，镇压山东白莲教起事，不得叙功，遂乞骸骨，以大理寺卿致仕归里。

## 著作
与张体震、秦京、王损仲、张林宗、阮太冲，并称“中原六子”，著有《熊耳山房诗集》。

## 家族
曾祖阎玠；祖父阎胤；父阎自修。母亲辛氏。永感下。兄调鼎。弟调台。